# Isoterma de Gibbs
La isoterma de adsorción de Gibbs para sistemas multicomponentes es una ecuación o representación gráfica que describe cómo varía la cantidad de un soluto adsorbido en la superficie de un adsorbente en función de su concentración en el medio (generalmente un líquido) a temperatura constante. Es utilizada para relacionar los cambios en la concentración de un componente en contacto con una superficie con cambios en la tensión superficial, lo que resulta en un cambio correspondiente en la energía superficial. Para un sistema binario, la ecuación de adsorción de Gibbs en términos de exceso de superficie es:
{\displaystyle -\mathrm {d} \gamma =\Gamma _{1}\,\mathrm {d} \mu _{1}+\Gamma _{2}\,\mathrm {d} \mu _{2},}
dónde
{\displaystyle \gamma } es la tensión superficial,
{\displaystyle \Gamma _{i}} es la concentración superficial excesiva del componente i,
{\displaystyle \mu _{i}} es el potencial químico del componente i.

## Adsorción
Diferentes influencias en la interfase pueden provocar cambios en la composición de la capa cercana a la superficie. Las sustancias pueden acumularse cerca de la superficie o, por el contrario, desplazarse hacia la masa. El movimiento de las moléculas caracteriza el fenómeno de adsorción. La adsorción influye en los cambios en la tensión superficial y la estabilidad de los coloides. Las capas de adsorción en la superficie de un medio de dispersión líquido pueden afectar las interacciones de las partículas dispersas en el medio y, en consecuencia, estas capas pueden desempeñar un papel crucial en la estabilidad coloidal. La adsorción de moléculas de fase líquida en una interfaz ocurre cuando esta fase líquida está en contacto con otras fases inmiscibles que pueden ser gas, líquido o sólido.

## Explicación conceptual de la ecuación
La tensión superficial describe lo difícil que es extender el área de una superficie (estirándola o distorsionándola). Si la tensión superficial es alta, se requiere una gran energía libre para aumentar el área de superficie, por lo que la superficie tenderá a contraerse y mantenerse unida como una lámina de goma.
Hay varios factores que afectan la tensión superficial, uno de los cuales es que la composición de la superficie puede ser diferente a la del volumen. Por ejemplo, si se mezcla agua con una pequeña cantidad de surfactantes (por ejemplo, jabón de manos), la mayor parte del agua puede estar compuesta por un 99% de moléculas de agua y un 1% de moléculas de jabón, pero la superficie superior del agua puede estar compuesta por un 50% de moléculas de agua y un 50% de moléculas de jabón. En este caso el jabón tiene un "exceso de superficie" grande y positivo. En otros ejemplos, el exceso de superficie puede ser negativo: por ejemplo, si se mezcla agua con una sal inorgánica como el cloruro de sodio, la superficie del agua es en promedio menos salada y más pura que el promedio del volumen total.
Consideremos nuevamente el ejemplo del agua con un poco de jabón. Dado que la superficie del agua debe tener una mayor concentración de jabón que la masa, siempre que aumenta la superficie del agua es necesario eliminar moléculas de jabón de la masa y agregarlas a la nueva superficie. Si se aumenta un poco la concentración de jabón, las moléculas de jabón están más disponibles (tienen mayor potencial químico), por lo que es más fácil extraerlas de la masa para crear la nueva superficie. Como es más fácil crear una nueva superficie, la tensión superficial se reduce. El principio general es:
Cuando el exceso superficial de un componente es positivo, aumentar el potencial químico de ese componente reduce la tensión superficial.
Consideremos ahora el ejemplo del agua con sal. La superficie del agua es menos salada que la masa, por lo que siempre que aumenta la superficie del agua es necesario eliminar las moléculas de sal de la nueva superficie y empujarlas hacia la masa. Si se aumenta un poco la concentración de sal (elevando así el potencial químico de la sal), se hace más difícil expulsar las moléculas de sal. Como ahora es más difícil crear la nueva superficie, la tensión superficial es mayor. El principio general es:
Cuando el exceso superficial de un componente es negativo, aumentar el potencial químico de ese componente aumenta la tensión superficial.
La ecuación de la isoterma de Gibbs proporciona la relación cuantitativa exacta para estas tendencias.

## Ubicación de la superficie y definición del exceso de superficie

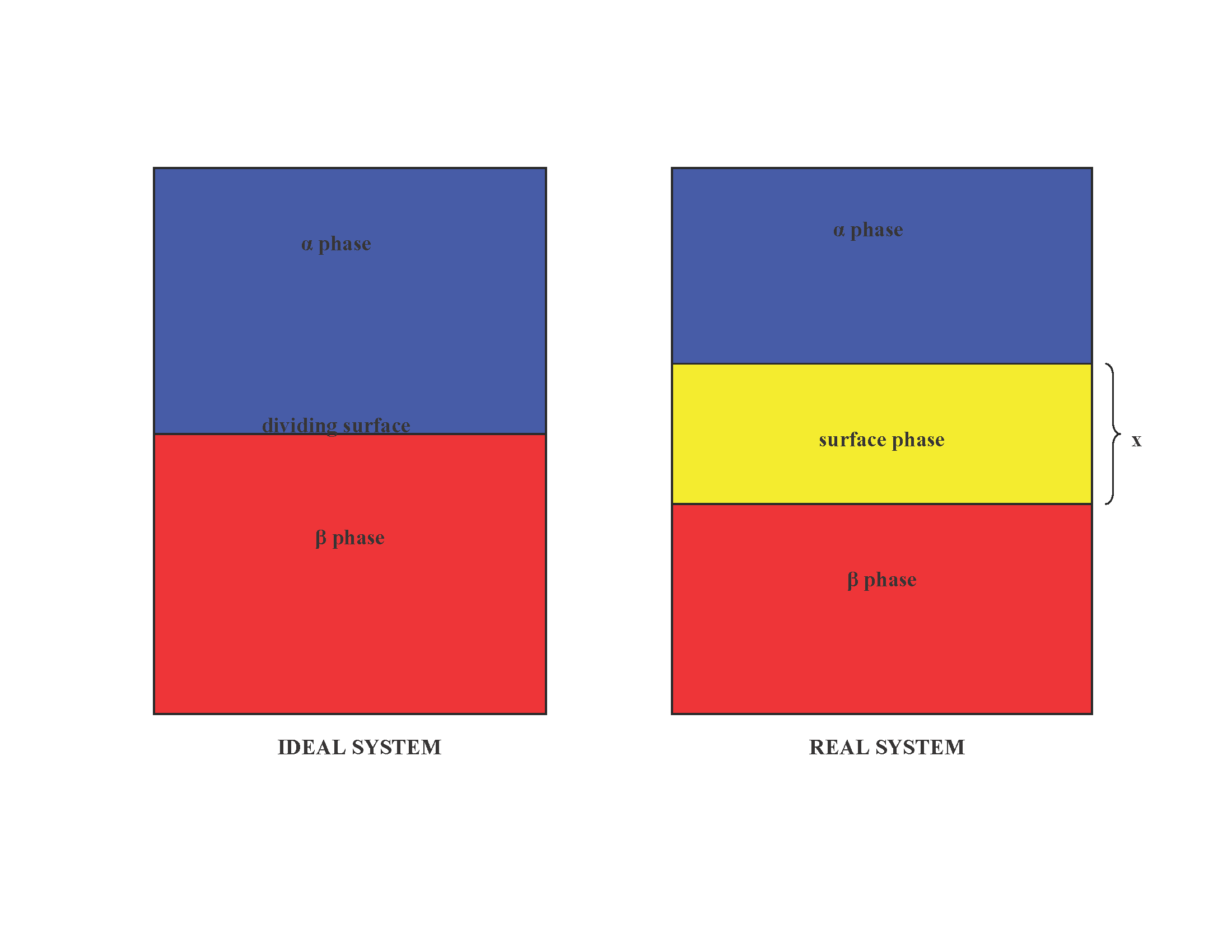
Figura 1 : Comparación entre los modelos reales e idealizados de la superficie.

### Ubicación de la superficie
En presencia de dos fases (α y β), la superficie (fase superficial) se sitúa entre la fase α y la fase β. Experimentalmente, es difícil determinar la estructura exacta de una fase superficial no homogénea que está en contacto con una fase líquida a granel que contiene más de un soluto. La falta de homogeneidad de la fase superficial es resultado de la variación de las relaciones molares. Un modelo propuesto por Josiah Willard Gibbs propuso que la fase superficial era un modelo idealizado que tenía espesor cero. En realidad, aunque las regiones de masa de las fases α y β son constantes, las concentraciones de los componentes en la región interfacial variarán gradualmente desde la concentración de masa de α hasta la concentración de masa de β a lo largo de la distancia x. Esto contrasta con el modelo idealizado de Gibbs, donde la distancia x es cero. El diagrama de la derecha ilustra las diferencias entre los modelos reales e idealizados.

### Definición de exceso de superficie
En el modelo idealizado, los componentes químicos de las fases α y β permanecen inalterados excepto cuando se aproximan a la superficie divisoria. Los moles totales de cualquier componente (por ejemplo: agua, etilenglicol, etc.) permanecen constantes en las fases en masa, pero varían en la fase superficial para el modelo del sistema real, como se muestra a continuación.

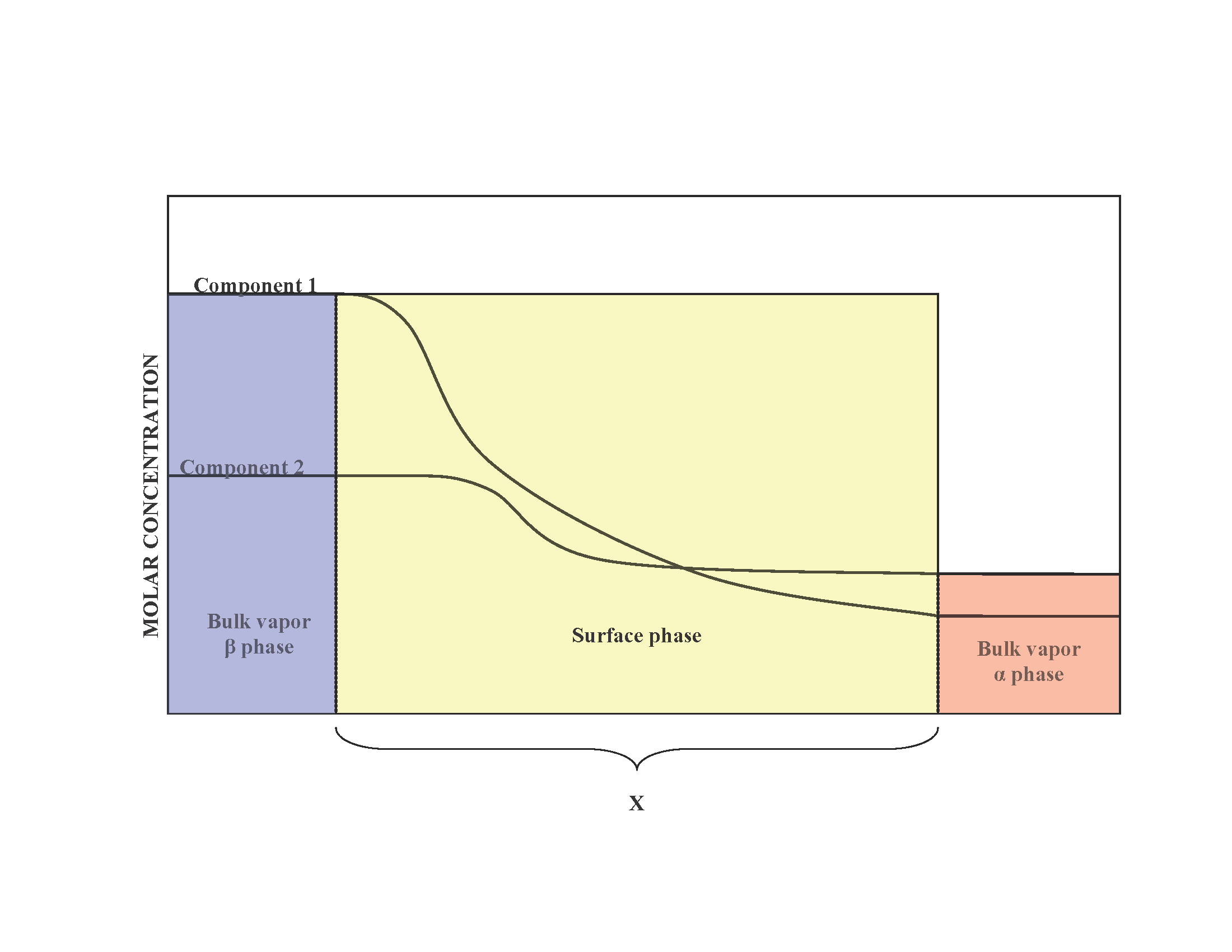
Figura 2 : Variación en la concentración de componentes en la fase superficial del modelo real

Sin embargo, en el sistema real, los moles totales de un componente varían dependiendo de la ubicación arbitraria de la superficie divisoria. La medida cuantitativa de la adsorción del componente i-ésimo se captura por la cantidad de exceso de superficie. El exceso de superficie representa la diferencia entre los moles totales del componente i-ésimo en un sistema y los moles del componente i-ésimo en una fase particular (ya sea α o β) y está representado por:
{\displaystyle \Gamma _{i}={\frac {{n_{i}}^{\text{TOTAL}}-{n_{i}}^{\alpha }\,-{n_{i}}^{\beta }\,}{A}}\,,}
donde Γi es el exceso superficial del componente i-ésimo, n son los moles, α y β son las fases y A es el área de la superficie divisoria.
Γ representa el exceso de soluto por unidad de área de la superficie sobre lo que estaría presente si la concentración global prevaleciera hasta la superficie. Puede ser positivo, negativo o cero. Tiene unidades de mol/m2.

### Exceso de superficie relativa
Las cantidades de exceso de superficie relativa son más útiles que las cantidades de exceso de superficie arbitrarias. El exceso de superficie relativa relaciona la adsorción en la interfaz con un solvente en la fase masiva. Una ventaja de utilizar las cantidades de exceso de superficie relativa es que no dependen de la ubicación de la superficie divisoria. Por lo tanto, el exceso superficial relativo de la especie i y el disolvente 1 es:
{\displaystyle \Gamma _{i}^{1}=\Gamma _{i}-\Gamma _{1}\,\left({\frac {{C_{i}}^{\alpha }\,-{C_{i}}^{\beta }\,}{{C_{1}}^{\alpha }\,-{C_{1}}^{\beta }\,}}\right)\,.}

## La ecuación de la isoterma de adsorción de Gibbs

### Derivación de la ecuación de adsorción de Gibbs
Para un sistema bifásico que consta de las fases α y β en equilibrio con una superficie S que divide las fases, la energía libre de Gibbs total de un sistema se puede escribir como:
{\displaystyle G=G^{\alpha }\,+G^{\beta }\,+G^{\mathrm {S} }\,,}
donde G es la energía libre de Gibbs.
La ecuación de la isoterma de adsorción de Gibbs se puede derivar de la “particularización de la termodinámica del teorema de Euler sobre formas homogéneas de primer orden”. La energía libre de Gibbs de cada fase α, fase β y la fase superficial se puede representar mediante la ecuación:
{\displaystyle G=U+pV-TS+\sum _{i=1}^{k}\mu _{i}\,\mathrm {n} _{i}\,,}
donde U es la energía interna, p es la presión, V es el volumen, T es la temperatura, S es la entropía y μi es el potencial químico del i-ésimo componente.
Tomando la derivada total de la forma de Euler de la ecuación de Gibbs para la fase α, la fase β y la fase superficial:
{\displaystyle \mathrm {d} G=\sum _{\alpha ,\beta ,S}\,\left(\mathrm {d} U+p\mathrm {d} V\,+V\mathrm {d} p\,-T\mathrm {d} S\,-S\mathrm {d} T\,+\sum _{i=1}^{k}\mu _{i}\,\mathrm {d} n_{i}\,+\sum _{i=1}^{k}\mathrm {n} _{i}\,\mathrm {d} \mu _{i}\,\right)+A\mathrm {d} \gamma \,+\gamma \mathrm {d} A\,,}
donde A es el área de la superficie divisoria y γ es la tensión superficial.
Para los procesos reversibles, la primera ley de la termodinámica requiere que:
{\displaystyle \mathrm {d} U=\delta \,q+\delta \,w\,,}
donde q es la energía térmica y w es el trabajo.
{\displaystyle \delta \,q+\delta \,w=\sum _{\alpha ,\beta ,S}\,\left(T\mathrm {d} S\,-p\mathrm {d} V\,-\delta \,w_{\text{non-pV}}\right)\,.}
Sustituyendo la ecuación anterior en la derivada total de la ecuación de energía de Gibbs y utilizando el resultado γdA se equipara al trabajo de volumen sin presión cuando se considera la energía superficial:
{\displaystyle \mathrm {d} G=\sum _{\alpha ,\beta ,S}\,\left(V\mathrm {d} p\,-S\mathrm {d} T\,+\sum _{i=1}^{k}\mu _{i}\,\mathrm {d} n_{i}\,+\sum _{i=1}^{k}\mathrm {n} _{i}\,\mathrm {d} \mu _{i}\,\right)+A\mathrm {d} \gamma \,,}
utilizando la ecuación fundamental de la energía de Gibbs de un sistema multicomponente:
{\displaystyle \mathrm {d} G=V\mathrm {d} p\,-S\mathrm {d} T\,+\sum _{i=1}^{k}\mu _{i}\,\mathrm {d} n_{i}\,.}
La ecuación que relaciona la fase α, la fase β y la fase superficial se convierte en:
{\displaystyle \sum _{i=1}^{k}\mathrm {n_{i}} ^{\alpha }\,\mathrm {d} \mu _{i}\,+\sum _{i=1}^{k}\mathrm {n_{i}} ^{\beta }\,\mathrm {d} \mu _{i}\,+\sum _{i=1}^{k}\mathrm {n_{i}} ^{\mathrm {S} }\,\mathrm {d} \mu _{i}\,+A\mathrm {d} \gamma \,=0\,.}
Al considerar las fases en masa (fase α, fase β ), en equilibrio a temperatura y presión constantes, la ecuación de Gibbs-Duhem requiere que:
{\displaystyle \sum _{i=1}^{k}\mathrm {n_{i}} ^{\alpha }\,\mathrm {d} \mu _{i}\,+\sum _{i=1}^{k}\mathrm {n_{i}} ^{\beta }\,\mathrm {d} \mu _{i}\,=0\,.}
La ecuación resultante es la ecuación de la isoterma de adsorción de Gibbs:
{\displaystyle \sum _{i=1}^{k}\mathrm {n_{i}} ^{\mathrm {S} }\,\mathrm {d} \mu _{i}\,+A\mathrm {d} \gamma \,=0\,.}
La isoterma de adsorción de Gibbs es una ecuación que podría considerarse una isoterma de adsorción que conecta la tensión superficial de una solución con la concentración del soluto.
Para un sistema binario que contiene dos componentes, la ecuación de adsorción de Gibbs en términos de exceso de superficie es:
{\displaystyle -\mathrm {d} \gamma \ =\Gamma _{1}\mathrm {d} \mu _{1}\,+\Gamma _{2}\mathrm {d} \mu _{2}\,.}

### Relación entre la tensión superficial y la concentración superficial excesiva
El potencial químico de la especie i en solución, {\displaystyle \mu _{i}}, depende de su actividad {\displaystyle a_{i}} por la siguiente ecuación:
{\displaystyle \mu _{i}={\mu _{i}}^{o}+RT\ln a_{i}\,,}
dónde {\displaystyle {\mu _{i}}^{o}} es el potencial químico del componente i-ésimo en un estado de referencia, R es la constante del gas y T es la temperatura.
La diferenciación de la ecuación del potencial químico da como resultado:
{\displaystyle \mathrm {d} \mu _{i}=RT{\frac {\mathrm {d} a_{i}}{a_{i}}}=RT\mathrm {d} \ln fC_{i}\,,}
donde f es el coeficiente de actividad del componente i, y C es la concentración de la especie i en la fase masiva.
Si las soluciones en las fases α y β son diluidas (ricas en un componente particular i), entonces el coeficiente de actividad del componente i se aproxima a la unidad y la isoterma de Gibbs se convierte en:
{\displaystyle \Gamma _{i}=-{\frac {1}{RT}}\left({\frac {\partial \gamma }{\partial \ln C_{i}}}\right)_{T,p}\,.}
La ecuación anterior supone que la interfaz es bidimensional, lo que no siempre es cierto. Otros modelos, como el de Guggenheim, corrigen este fallo.

## Efectos de la disociación iónica

### Ecuación de Gibbs para la adsorción de electrolitos
Consideremos un sistema compuesto de agua que contiene un electrolito orgánico RNaz y un electrolito inorgánico NaCl que se disocian completamente de modo que:
{\displaystyle \mathrm {R} \,\mathrm {Na_{\text{z}}} =\mathrm {R} ^{\text{z-}}+\mathrm {z} \,\mathrm {Na^{\text{+}}} \,.}
La ecuación de adsorción de Gibbs en términos del exceso de superficie relativa se convierte en:
{\displaystyle -\mathrm {d} \gamma =\Gamma _{\text{RNaz}}^{W}\,\mathrm {d} \mu _{\text{RNaz}}\,+\Gamma _{\text{NaCl}}^{W}\,\mathrm {d} \mu _{\text{NaCl}}\,.}
La relación entre la tensión superficial y el exceso de concentración superficial se convierte en:
{\displaystyle -\mathrm {d} \gamma =mRT\Gamma _{i}^{W}\,\mathrm {d} \ln C_{i}\,,}
donde m es el coeficiente de adsorción de Gibbs. Los valores de m se calculan utilizando los modelos de doble capa (interfacial) de Helmholtz, Gouy y Stern.
Las sustancias pueden tener diferentes efectos sobre la tensión superficial como se muestra :
- Sin efecto, por ejemplo el azúcar.
- Aumento de la tensión superficial, sales inorgánicas.
- Disminuir progresivamente la tensión superficial, alcoholes
- Disminuye la tensión superficial y, una vez alcanzado un mínimo, no hay más efecto: surfactantes

Por lo tanto, la isoterma de Gibbs predice que las sales inorgánicas tienen concentraciones superficiales negativas. Sin embargo, esta visión ha sido cuestionada ampliamente en los últimos años debido a una combinación de experimentos y modelos teóricos más precisos y sensibles a las interfaces, los cuales predicen un aumento en la propensión de la superficie de los haluros con el aumento del tamaño y la polarizabilidad. Como tal, la tensión superficial no es un método confiable para determinar la propensión relativa de los iones hacia la interfaz aire-agua.
Para demostrar la validez del modelo se necesita un método para determinar las concentraciones superficiales: normalmente se utilizan dos técnicas diferentes: elipsometría y seguimiento de la desintegración del 14C presente en las moléculas de surfactante.

### Isoterma de Gibbs para tensioactivos iónicos
Los surfactantes iónicos requieren consideraciones especiales, ya que son electrolitos:
- En ausencia de electrolitos adicionales

{\displaystyle \Gamma _{S}=-{\frac {1}{2RT}}\left({\frac {\partial \gamma }{\partial \ln C}}\right)_{T,p}\,,}
dónde {\displaystyle \Gamma _{S}} se refiere a la concentración superficial de moléculas de surfactante, sin considerar el contraión.
- En presencia de electrolitos añadidos

{\displaystyle \Gamma _{S}=-{\frac {1}{RT}}\left({\frac {\partial \gamma }{\partial \ln C}}\right)_{T,p}\,.}

## Métodos experimentales

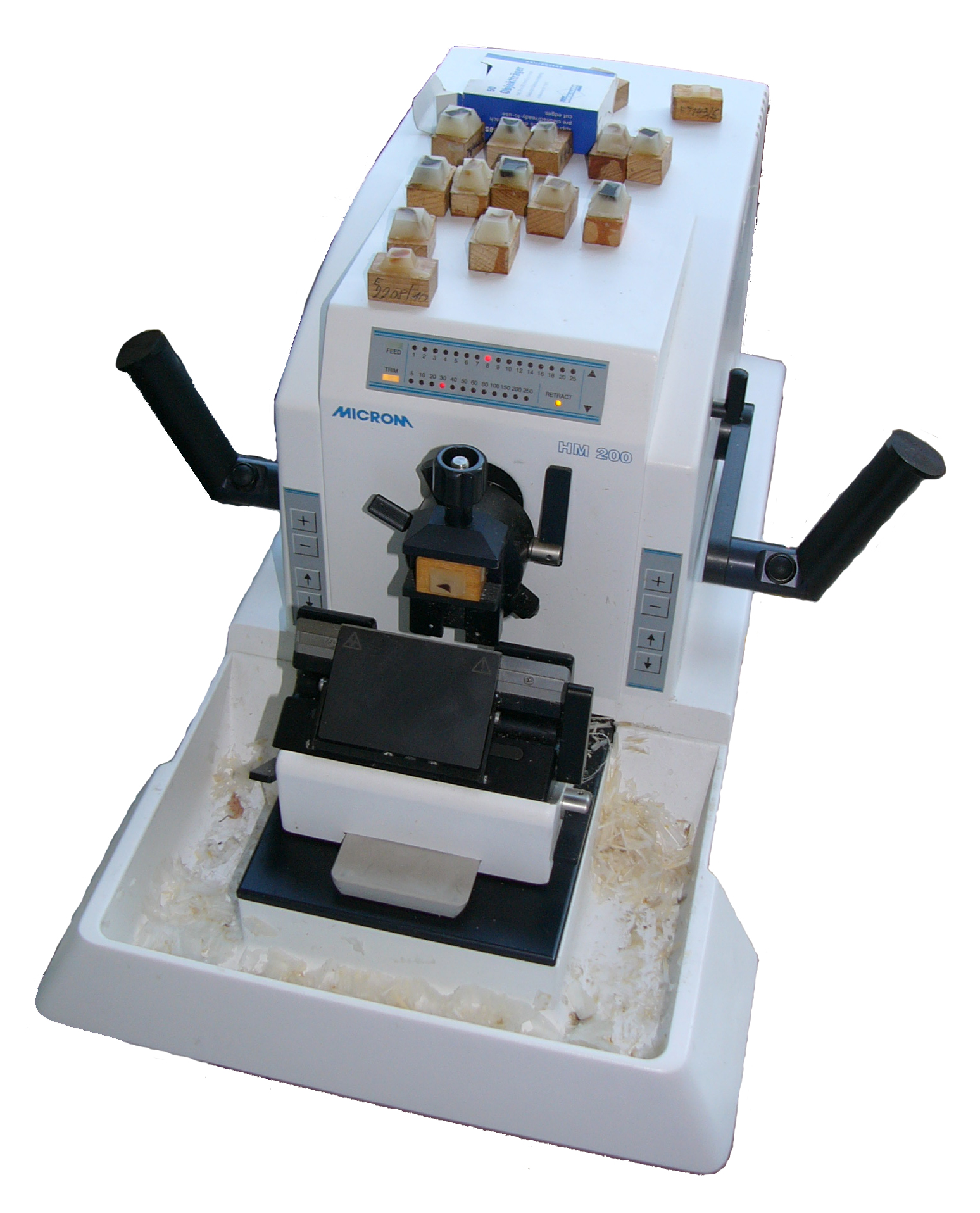
Microtomo eléctrico Microm HM 200.

El grado de adsorción en una interfaz líquida se puede evaluar utilizando los datos de concentración de tensión superficial y la ecuación de adsorción de Gibbs. El método de la cuchilla del micrótomo se utiliza para determinar el peso y la concentración molal de una interfaz. El método implica obtener una porción de un metro cuadrado de la interfaz aire-líquido de soluciones binarias utilizando una cuchilla de microtomo.
Otro método que se utiliza para determinar el grado de adsorción en una interfaz aire-agua es la técnica de emulsión, que puede emplearse para estimar el exceso de superficie relativa con respecto al agua.
Además, el exceso de superficie de Gibbs de un componente tensioactivo para una disolución acuosa se puede encontrar utilizando el método del trazador radiactivo . El componente tensioactivo suele estar marcado con carbono-14 o azufre-35.